# My Truly, Truly Fair
«My Truly, Truly Fair» — американська популярна пісня, яку написав Боб Меррілл. Вона була опублікована 1951 року.

## Історія
Пісня є однією з багатьох пісень Боба Меррілла, які були популяризовані Ґаєм Мітчеллом. Ґай Мітчелл записав свою пісню з Мітчем Міллером та його оркестром 30 квітня 1951 року. Пісня вийшла на лейблі Columbia Records під каталожним номером 39415. Вона досягла другого місця в чарті Billboard.

## Інші версії
Запис Віка Деймона вийшов на лейблі Mercury Records під каталожним номером 5646. Уперше він потрапив в чарт Billboard Best Seller 1 червня 1951 року та протримався в чарті вісім тижнів, досягнувши піку на 18 місці. За деякими даними, пісня досягла 4 місця в чарті Billboard.
Французький варіант пісні під назвою «Ma Petite Folie» був одним із найперших успішних пісень Лайн Рено[джерело?].
Супровідна мелодія до пісні була також скопійована японською піснею «Sukiyaki», записаною Кю Сакамото, яка в 1963 році стала першою японською піснею, яка посіла перше місце в американських чартах[джерело?].